# Циклічні елементи
Циклічні елементи (рос. циклические элементы, англ. cyclic elements; нім. zyklische Elemente n pl) – за В.І.Вернадським – 44 хім. елемента (Si, Al, Fe, Ca, Mg, Na, K, O, C, S, Mn та ін.). 
Циклічні елементи утворюють близько 99% маси гірських порід земної кори. Входять до складу оксидів, гідрооксидів, силікатів, алюмосилікатів, карбонатів, сульфідів, хлоридів та ін. хімічних сполук. 